# Badesack
Als Badesack, Schwimmsack oder Wassersack wird ein wasserdichter Sack zur trockenen Beförderung von Gegenständen während des Schwimmens (vornehmlich in Flüssen) bezeichnet. Von der Funktionsweise her ist er mit dem früher für militärische Zwecke verwendeten Floßsack vergleichbar. Ähnlich konstruiert sind wasserdichte Packsäcke, wie sie zum Beispiel von Wildwasser-Fahrern benutzt werden. Des Weiteren verwenden Höhlenforscher sogenannte Schleifsäcke, die auch gegen Abrieb und scharfe Kanten resistent sind.
In Regionen, wo das Flussschwimmen beliebt ist (z. B. das Rheinschwimmen in Basel) haben sich auch weitere Namen eingebürgert, wie zum Beispiel der Wickelfisch.
Rettungsorganisationen warnen davor, Badesäcke am Körper zu befestigen, da sich der Badesack an Hindernissen verhaken kann. Ebenso ist der Badesack ein Transportmittel und keine Schwimmhilfe, denn auf dem jeweiligen Gewässer muss man auch ohne Auftriebsmittel sicher schwimmen können.